# Bruno Ecuele Manga
Bruno Ecuele-Manga (né le 16 juillet 1988 à Libreville, Gabon) est un footballeur international gabonais au Paris 13 Atletico.

## Biographie

### Formation à Bordeaux (2006-2008)
Défenseur central, Ecuele-Manga arrive en 2006 au Girondins de Bordeaux recommandé par Alain Giresse, alors sélectionneur du Gabon, et Cédric Mpouho, agent de joueurs gabonais. Jouant quelques matches de préparation d'avant-saison lors de l'été 2007, Laurent Blanc lui donne sa chance pour le dernier match sans enjeu de Bordeaux en Coupe de l'UEFA contre le Paniónios GSS Athènes, gagné 3-2.

### Apprentissage dans des divisions inférieures (2008-2010)

#### En National à Rodez
Le 31 janvier 2008, à quelques heures de la clôture du mercato d'hiver, il est prêté à Rodez, alors 15e de National, jusqu'à la fin de la saison.

#### En Ligue 2 à Angers
Fin mai 2008, il signe un contrat de 3 ans avec le SCO Angers où il retrouve deux autres gabonais (Fabrice Do Marcolino et Arsène Do Marcolino). Quelques mois plus tard, il a totalement convaincu les supporters de la cité angevine, formant avec Malik Couturier une des charnières centrales les plus imperméables de Ligue 2. Athlétique, doté d'une bonne relance et d'un excellent jeu de tête, il commence dès lors à attirer l'attention des plus grands clubs français.

### Progression au FC Lorient (2010-2014)
Pisté par de nombreux clubs européens, il signe pour 4 ans au FC Lorient le 5 juillet 2010. Son transfert est évalué à 2,5 millions d'euros. 

### Départ vers le championnat d'Angleterre à Cardiff City (2014-2019)
Le 1er septembre 2014, il signe un contrat de quatre ans en faveur du club gallois de Cardiff City pour 15 millions d'euros[réf. nécessaire] qui évolue en deuxième division anglaise et ce malgré un intérêt prononcé de la part de l'Olympique de Marseille.

### Retour en France au Dijon FCO (2019-2022)
Le 18 juillet 2019, il s'engage pour une durée de 3 ans au Dijon FCO.
Lors de sa première saison en Bourgogne, il prend part à toutes les rencontres de Ligue 1 de son équipe jusqu'à l'arrêt prématuré du championnat pour des raisons sanitaires liées au Covid-19. 
Titulaire indiscutable en défense centrale, il devient rapidement le pilier de la charnière dijonnaise.
À la suite du départ de Júlio Tavares en Arabie Saoudite en début de saison 2020-21, il hérita du brassard de capitaine. 
Le 27 septembre 2020, face à Montpellier, il inscrit le 200ème but du Dijon FCO en Ligue 1. Il reprend de la tête un corner tiré par Bersant Celina et permet notamment à son équipe d'encaisser son premier point de la saison (score final 2-2).
Après une saison catastrophique ponctuée par une relégation en Ligue 2, Ecuele Manga perd sa place de titulaire (et de capitaine) au profit de Daniel Congré, arrivé durant le mercato.
Il quitte le club à l'issue de son contrat qui s'étendait jusqu'en 2022.

### Signature à Belfort en National 2 (2023)
Le 31 janvier 2023, Ecuele Manga s'engage libre pour le club de Belfort. 
Il joue 13 matchs avec le club qui est relégué en National 3 en fin de saison.  

### Retour en pro à Niort (2023-2024)
Le 9 août 2023, il quitte officiellement Belfort et rejoint le Chamois niortais Football Club qui évolue en National 1.

## International
Il est international gabonais. Il participe notamment à la Coupe d'Afrique des Nations 2010 et Coupe d'Afrique des nations de football 2012.

## Statistiques
| Saison                | Club                  | Championnat           | Championnat | Championnat | Championnat | Coupe nationale | Coupe nationale | Coupe nationale | Coupe de la Ligue | Coupe de la Ligue | Coupe de la Ligue | Compétition(s) continentale(s) | Compétition(s) continentale(s) | Compétition(s) continentale(s) | Compétition(s) continentale(s) | Total | Total | Total |
| Saison                | Club                  | Division              | M.          | B.          | P.d.        | M.              | B.              | P.d.            | M.                | B.                | P.d.              | Comp.                          | M.                             | B.                             | P.d.                           | M.    | B.    | P.d.  |
| 2007-2008             | Girondins de Bordeaux | Ligue 1               | -           | -           | -           | -               | -               | -               | -                 | -                 | -                 | C3                             | 1                              | 0                              | 0                              | 1     | 0     | 0     |
| 2007-2008             | Rodez AF (prêt)       | National              | 15          | 0           | 0           | -               | -               | -               | -                 | -                 | -                 | -                              | -                              | -                              | -                              | 15    | 0     | 0     |
| 2008-2009             | SCO Angers            | Ligue 2               | 30          | 2           | 0           | 1               | 0               | 0               | -                 | -                 | -                 | -                              | -                              | -                              | -                              | 31    | 2     | 0     |
| 2009-2010             | SCO Angers            | Ligue 2               | 28          | 3           | 0           | 1               | 0               | 0               | -                 | -                 | -                 | -                              | -                              | -                              | -                              | 29    | 3     | 0     |
| Sous-total            | Sous-total            | Sous-total            | 58          | 5           | 0           | 2               | 0               | 0               | -                 | -                 | -                 | -                              | -                              | -                              | -                              | 60    | 5     | 0     |
| 2010-2011             | FC Lorient            | Ligue 1               | 31          | 1           | 0           | 3               | 0               | 0               | 2                 | 0                 | 0                 | -                              | -                              | -                              | -                              | 36    | 1     | 0     |
| 2011-2012             | FC Lorient            | Ligue 1               | 32          | 2           | 0           | -               | -               | -               | 2                 | 0                 | 0                 | -                              | -                              | -                              | -                              | 34    | 2     | 0     |
| 2012-2013             | FC Lorient            | Ligue 1               | 17          | 0           | 0           | 3               | 1               | 0               | -                 | -                 | -                 | -                              | -                              | -                              | -                              | 20    | 1     | 0     |
| 2013-2014             | FC Lorient            | Ligue 1               | 35          | 1           | 0           | 1               | 0               | 0               | -                 | -                 | -                 | -                              | -                              | -                              | -                              | 36    | 1     | 0     |
| 2014-2015             | FC Lorient            | Ligue 1               | 3           | 0           | 0           | -               | -               | -               | -                 | -                 | -                 | -                              | -                              | -                              | -                              | 3     | 0     | 0     |
| Sous-total            | Sous-total            | Sous-total            | 118         | 4           | 0           | 7               | 1               | 0               | 4                 | 0                 | 0                 | -                              | -                              | -                              | -                              | 129   | 5     | 0     |
| 2014-2015             | Cardiff City          | Championship          | 29          | 3           | 0           | -               | -               | -               | -                 | -                 | -                 | -                              | -                              | -                              | -                              | 29    | 3     | 0     |
| 2015-2016             | Cardiff City          | Championship          | 24          | 2           | 0           | 1               | 0               | 0               | 1                 | 0                 | 0                 | -                              | -                              | -                              | -                              | 26    | 2     | 0     |
| 2016-2017             | Cardiff City          | Championship          | 21          | 0           | 0           | -               | -               | -               | 1                 | 0                 | 0                 | -                              | -                              | -                              | -                              | 22    | 0     | 0     |
| 2017-2018             | Cardiff City          | Championship          | 38          | 0           | 2           | 3               | 1               | 0               | 2                 | 0                 | 0                 | -                              | -                              | -                              | -                              | 43    | 1     | 2     |
| 2018-2019             | Cardiff City          | Premier League        | 38          | 0           | 1           | 1               | 0               | 0               | 1                 | 1                 | 0                 | -                              | -                              | -                              | -                              | 40    | 1     | 1     |
| Sous-total            | Sous-total            | Sous-total            | 150         | 5           | 3           | 5               | 1               | 0               | 5                 | 1                 | 0                 | -                              | -                              | -                              | -                              | 160   | 7     | 3     |
| 2019-2020             | Dijon FCO             | Ligue 1               | 28          | 0           | 0           | 2               | 1               | 0               | 1                 | 0                 | 0                 | -                              | -                              | -                              | -                              | 31    | 1     | 0     |
| 2020-2021             | Dijon FCO             | Ligue 1               | 38          | 2           | 0           | -               | -               | -               | -                 | -                 | -                 | -                              | -                              | -                              | -                              | 38    | 2     | 0     |
| 2021-2022             | Dijon FCO             | Ligue 2               | 18          | 1           | 0           | 2               | 1               | 0               | -                 | -                 | -                 | -                              | -                              | -                              | -                              | 20    | 2     | 0     |
| Sous-total            | Sous-total            | Sous-total            | 84          | 3           | 0           | 4               | 2               | 0               | 1                 | 0                 | 0                 | -                              | -                              | -                              | -                              | 89    | 5     | 0     |
| 2022-2023             | ASM Belfort           | National 2            | 13          | 0           | 0           | -               | -               | -               | -                 | -                 | -                 | -                              | -                              | -                              | -                              | 13    | 0     | 0     |
| 2023-2024             | Chamois niortais FC   | National              | 29          | 5           | 2           | 1               | 0               | 0               | -                 | -                 | -                 | -                              | -                              | -                              | -                              | 30    | 5     | 2     |
| 2024-2025             | Paris 13 Atletico     | National              | 16          | 1           | 0           | -               | -               | -               | -                 | -                 | -                 | -                              | -                              | -                              | -                              | 16    | 1     | 0     |
| Total sur la carrière | Total sur la carrière | Total sur la carrière | 483         | 23          | 5           | 19              | 4               | 0               | 10                | 1                 | 0                 | -                              | 1                              | 0                              | 0                              | 513   | 28    | 5     |

## Palmarès

### En club
- Cardiff City
  - Vice-champion de l'EFL Championship (D2) en 2018